# Castros de Asturias

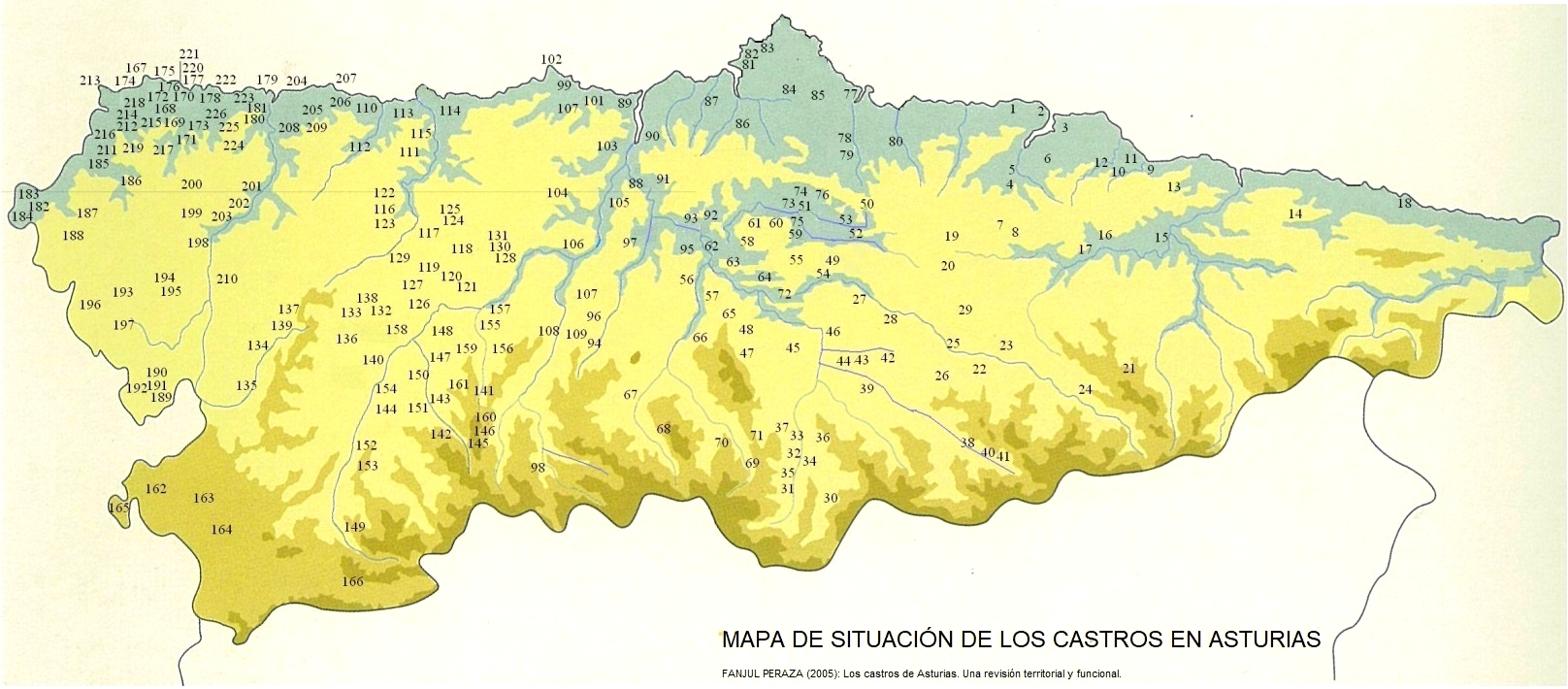
Situación de los castros de la Edad de Hierro en Asturias

## Clasificación
Hay varias formas de clasificar los castros (hablando únicamente de los castros asturianos, o sea, los que se encuentran en el actual territorio del Principado de Asturias):
- En cuanto a su localización pueden ser marítimos o interiores;
- En cuanto a su altura se pueden clasificar en los de las zonas llanas que se sitúan en pequeños promontorios o de zonas más montañosas donde ocupan la parte alta de un pico o peña aprovechando la orografía natural para una mejor defensa;
- En cuanto a su fecha de ocupación, se puede establecer una ocupación para estos asentamientos que arrancaría de la transición Bronce Final/Primera Edad del Hierro, se prolongaría a lo largo de todo el Ier milenio a. C., llegando en muchos casos a los primeros siglos de la ocupación romana de la actual Asturias, pudiendo documentarse también reocupaciones menores en época tardorromana y altomedieval.

## Relación de castros en Asturias
En la catalogación de José Manuel González y Fernández-Vallés, a finales de la década de 1960, se enumeraban 93 castros. Actualmente el número de castros identificados supera los 220.
| Castro                        | Concejo                     | Datación                                | Observaciones |
| 1.- Cercu de la Barquerona    | Argüeru-Villaviciosa        |                                         | Castro en corona junto a la costa, a 104 m de altura, de tamaño pequeño (60 x 40 m). Dos fosos con contrafoso central. |
| 2.- Picu Catalín              | Tazones-Villaviciosa        |                                         | Castro ovalado muy cercano a la línea de costa, a 119 m de altura y con un sistema defensivo complejo, formado por antecastro, 2 fosos y un contrafoso. Tamaño de grandes dimensiones (120 x 50 m) en lo que es el recinto interior. |
| 3.- El Campón                 | Seloriu-Villaviciosa        |                                         | Castro ovalado muy cercano a la línea ría, a 92 m de altura y con un sistema defensivo de 2 fosos y un contrafoso. Tamaño de medianas dimensiones con (60 x 70 m). |
| 4.- La Corolla                | Ambás-Villaviciosa          |                                         | Castro en corona a 142 m de altura y con un sistema defensivo escaso propio del Hierro I. Tamaño mediano (60 x 60 m). |
| 5.- El Castiellu              | Camoca-Villaviciosa         | s. VI a. C.                             | Castro ovalado ubicado en el sector inicial de la ría de Villaviciosa a 153 m de altitud y con un sistema defensivo constituido por una muralla que rodea la totalidad de la zona de habitación, así como por varios aterrazamientos situados a mitad de altura. viviendas de planta oval con paredes con vigas que servían de soporte a un entretejido de varas recubierto de barro. Tamaño de grandes dimensiones (120 x 80 m). |
| 6.- Picu Castiellu            | Moriyón-Villaviciosa        | s. IV-III a. C.                         | Castro en corona ubicado en el sector inicial de la ría de Villaviciosa a 222 m de altitud y con un sistema defensivo aprovecha como defensa natural la verticalidad de las vertientes a lo que suma una muralla de módulos que rodea la zona de habitación. Tamaño de grandes dimensiones (100 x 100 m). |
| 7.- El Castiellu              | Acéu-Sariego                |                                         | Castro en corona que domina el valle a 350 m de altura de pequeño tamaño (60 x 40 m). Las principales defensas son las naturales. |
| 8.- La Pica'l Castru          | Aramanti-Sariego            |                                         | Castro en corona de pequeñas dimensiones (50 x 40 m) a 303 m de altura que domina el pueblo actual de Aramanti. Dos 2 posibles fosos de 1 m de profundidad que rodearían, a una distancia de 10 m uno de otro, la corona del castro. |
| 9.- El Castru                 | La Isla-Colunga             |                                         | Castro costero ovalado de tamaño mediano (80 x 60 m) del que se conoce un sistema defensivo formado por terraplenes. Dudoso. Posible enclave romano. |
| 10.- El Castiellu             | La Riera-Colunga            |                                         | Castro de gran tamaño (150 x 70 m) de forma alargada con diversos aterrazamientos y taludes que culminan en una gran acrópolis llana. |
| 11.- El Castru la Villeda     | San Xuan de la Duz-Colunga  |                                         | Castro en corona de tamaño considerable (90 x 80 m) a 139 m de altura sobre la playa de la Griega con dos posibles fosos. |
| 12.- Castiellu de Llué        | Llué-Colunga                |                                         | Castro de grandes dimensiones (120 x 80 m) a 190 m de altura con foso y antecastro. |
| 13.- Picu'l Castru            | Caravia                     |                                         | Castro en corona de 375 m de altitud, protegido por una muralla en su vertiente Sureste y por la pendiente natural en el resto de la colina. De tamaño mediano (60 x 40 m) |
| 14.- Peñe'l Cuetu             | Llanu-Cangues d'Onís        |                                         | Castro en ladera, a 303 m de altitud, sobre peñón calizo y de pequeñas dimensiones (50 x 60 m). Su estructura casi circular es defendida por un sistema de 2 fosos y contrafoso, al que les sigue un bastión. |
| 15.- Picu Mancobiu            | Les Arriondes-Parres        |                                         | Castro de grandes dimensiones (150 x 50 m) situado en pleno valle del Sella a 291 m de altitud. |
| 16.- Picu Viyao               | Borines-Piloña              |                                         | Castro con dos líneas de fosos. Dudoso, posible utilización campamental romana. |
| 17.- El Castru                | Argandenes-Piloña           |                                         | Castro a 219 m de altura. Dudoso. No existen elementos defensivos artiﬁciales visibles. |
| 18.- La Punta la Torre        | Llanes-Llanes               |                                         | Castro costero de estructura simple de un pequeño foso a 57 m de altitud. Dudoso, posible enclave alto-medieval. |
| 19.- Coroña de Castru         | Fresnéu-Cabranes            |                                         | Castro de forma ovalada y de grandes dimensiones (120 x 70 m) con dos fosos en anillo; el exterior de 3 m de profundidad por 1 m de ancho, y el interior de 6 m de ancho por 3 m de profundidad, a los sigue un bastión defensivo como parte principal de la muralla que rodea la totalidad de la colina. |
| 20.- Castiellu de Sales       | La Polenava-Nava            |                                         | Castro de medianas dimensiones (70 x 60 m) ubicado en la llanura sobre un promontorio a 273 m de altitud. |
| 21.- El Castiellu             | Taranes-Ponga               |                                         | Castro en corona de medianas dimensiones, sobre peñón calizo con una plataforma junto a la muralla donde se sitúa el espacio de hábitat a 616 m. Defensas de muralla y foso de entre 4 y 7 m de anchura y unos 2 m de profundidad. |
| 22.- La Corona'l Castru       | Soto-Sobrescobiu            |                                         | Castro de mediana extensión (90 x 50 m) a 550 m de altura, fortiﬁcado y rodeado por un foso de grandes dimensiones, con 4 m de anchura. |
| 23.- La Corona                | Campiellos-Sobrescobiu      |                                         | Castro-torre de pequeñas dimensiones a 573 m de altitud tan solo defendido por un foso de 3 m de anchura. |
| 24.- Picu los Castiellos      | El Campu-Casu               |                                         | Castro de mediano tamaño (40 x 60 m) a 800 m de altitud. |
| 25.- El Castrillón            | Pola de Laviana-Laviana     |                                         | Castro de medianas dimensiones (60 x 60 m) a una altitud de 500 m. |
| 26.- El Cercu/Cantu Castiellu | Villoria-Laviana            |                                         | Castro de grandes dimensiones (100 x 50 m) situado a una altitud de 705 m con gran magnitud en sus estructuras defensivas. |
| 27.- Picu Castiellu           | La Rionda-Llangréu          |                                         | Castro de medianas dimensiones (80 x 40) a unos 246 m de altitud. Bastión fortiﬁcado de unos 20 m de longitud más foso de pequeñas dimensiones. |
| 28.- Picu Castíillu           | Pumarín-Llangréu            |                                         | Castro de pequeñas dimensiones (40 x 30 m) situado sobre una pequeña colina a 304 m de altura. De estructura casi circular, la total destrucción del castro apenas deja ver los restos de un foso en su vertiente Sur y una muralla conservada parcialmente. |
| 29.- Picu Castiellu           | Melendreros-Bimenes         |                                         | Castro de medianas dimensiones (60 x 50 m) y de forma ovalada, situado en un peñón calizo a 715 m de altura. |
| 30.- Picu Castieḷḷo           | Cabezón-Ḷḷena               |                                         | Castro de medianas dimensiones (70 x 50 m) a 1017 m de altitud. Destruido por la construcción de un depósito de agua. |
| 31.- El Curuḷḷu               | Reconcos-Ḷḷena              |                                         | Castro de forma alargada y pequeñas dimensiones (30 x 30 m) a 836 m de altitud. Fortiﬁcado en su totalidad mediante una muralla que rodea toda la parte alta de la colina, cuyo interior corresponde a la zona de ediﬁcación. Cuenta también con foso de 50 m de largo, 10 m de profundidad y de entre 4 y 7 m de anchura. |
| 32.- El Castieḷḷo las Coronas | Tiós-Ḷḷena                  |                                         | Castro de forma alargada y medianas dimensiones (70 x 40 m) a 764 m de altitud. Dispone de dos fosos. |
| 33.- El Castieḷḷo             | Sorribas-Ḷḷena              |                                         | Castro de forma alargada y medianas dimensiones (80 x 50 m) a 450 m de altitud. El antiguo recinto se halla ocupado por un cementerio y una iglesia. |
| 34.- El Curuḷḷu               | Tiós-Ḷḷena                  |                                         | Castro de pequeñas dimensiones (30 x 30 m) a 476 m de altitud. |
| 35.- El Questru               | Xomezana Riba-Ḷḷena         |                                         | Castro-Torre de forma alargada situado sobre un peñón calizo a 711 m de altitud. |
| 36.- El Castíiḷḷu             | Malveo-Ḷḷena                |                                         | Castro de pequeñas dimensiones (40 x 60 m) a 637 m de altitud. |
| 37.- La Carba'l Questru       | Otero-Ḷḷena                 |                                         | Castro de grandes dimensiones (100 x 50 m) a 636 m de altitud con importantes estructuras defensivas. |
| 38.- Les Mueles               | Yanos-Ayer                  |                                         | Castro en ladera de medianas dimensiones (80 x 40 m) a 750 m de altitud. Se ubica sobre una peña caliza y alrededor de toda la corona se encuentran numerosos derrumbes, que indican la concentración en la cima de las estructuras defensivas y habitacionales. |
| 39.- El Questru               | Morea-Ayer                  |                                         | Castro de grandes dimensiones (100 x 50 m) a 390 m de altitud. |
| 40.- Los Castieḷḷos           | El Pino (Aller)-Ayer        |                                         | Castro de medianas dimensiones (50 x 60 m) a 851 m de altitud. |
| 41.- El Castieḷḷu             | Felechosa-Ayer              |                                         | Castro de medianas dimensiones (60 x 50 m) a 758 m de altitud. Las defensas se reducen a un foso de tipo monumental por sus dimensiones y a una posible muralla. |
| Almades, Les                  | Siero                       |                                         | Situado en Vega de Poja. |
| Alto Castro                   | Somiedo                     |                                         | Situado en el Valle de Saliencia y gozando de la protección de Patrimonio Histórico Español. |
| Barrera, La                   | Carreño                     | siglo I a. C.                           | Situado en La Barrera, Logrezana. Fue deteriorado, en parte, por una cantera. En él se encontró un hacha de la Edad de Bronce que posteriormente fue robada. La Torre de Castiello, reconocida por testimonios ya que no quedan restos, pudo estar relacionada con el castro. Es posible que se construyera un castillo en la época del Reino asturiano encima de estos restos. |
| Cabo Blanco, El               | El Franco                   |                                         | Castro marítimo de Valdepares. Es uno de los más grandes castros litorales con 2,7 hectáreas. Cuenta con cuatro recintos amurallados defendidos por hasta cinco fosos y tres parapetos. Hay evidencias de explotaciones mineras anteriores a los romanos: galerías de excavación. |
| Canterona, La                 | Siero                       |                                         | Situado en Tiñana. |
| Castelo, El                   | Boal                        |                                         | Situado en La Ronda. |
| Castelo, El                   | Villanueva de Oscos         |                                         | Siempre fue considerado como romano, aunque es posible que tenga su origen en la Alta Edad Media. Situado cerca de Villanueva. |
| Castelón, El                  | Illano                      | ss. I al III                            | Este castro prerromano tiene como sistemas defensivos aterrazamientos, foso y muralla. Las casas están escalonadas en terrazas y son semicirculares. |
| Castello                      | Tapia                       |                                         | Situado en Campos y Salave. |
| Castellois, Os                | Illano                      |                                         | Todavía está sin excavar. |
| Castellón, El                 | El Franco                   |                                         | Castro marítimo situado en Castello (Miudes). |
| Castellón, El                 | El Franco                   |                                         | Castro marítimo situado en La Caridad. |
| Castiello, El                 | Langreo                     |                                         | Situado en la parroquia de San Martín de Riaño. |
| Castiello                     | Siero                       |                                         | Situado en Tiñana. |
| Castiello, El                 | Cangas del Narcea           |                                         | Situado cerca de Valcabo en un pequeño promontorio. Tiene una forma semicircular. Por el oeste tiene tres fosos concéntricos teniendo por el este la orografía del terreno como defensa natural. |
| Castiellu de Llagú            | Oviedo                      | entre el s. VI a. C. y el s. I a. C.    | Situado en el pueblo del Llagú fue parcialmente destruido por una cantera cercana. Tiene un importante sistema defensivo. Tuvo un primer asentamiento prerromano y otro posterior romano. En el primero se realizaron las defensas orientales y durante el segundo se realizó la torre circular y la muralla occidental. |
| Castillos de Pereira          | Tapia                       |                                         | Situado en El Monte. |
| Castrillón                    | Castrillón                  |                                         | Castro marítimo. |
| Castrillón, El                | Boal                        |                                         | Situado en Vega de Ouría. |
| Castro, El                    | Taramundi                   |                                         | Fue habitado por egobarros y posteriormente fue modificado por los romanos de cara a la extracción de oro. |
| Castromior                    | San Martín de Oscos         |                                         | Situado en Arne. |
| Castromourán                  | Vegadeo                     |                                         | |
| Castrón, El o de Arancedo     | El Franco                   |                                         | Castro interior situado en Arancedo a 250 m de altitud. Contiene 5 construcciones ovaladas o cuadradas. En él se encontraron denarios de plata de la época de Augusto, además de piezas como: molinos giratorios de granito, cerámicas indígenas y a torno, entre ellas algunas "sigillatas". Fue relacionado con la existencia de unas minas de oro próximas. |
| Castros, Los                  | Tapia                       |                                         | Situado en Tapia de Casariego. |
| Chao Sanmartín                | Grandas de Salime           | desde a. del s. IV a. C. hasta el s. II | Situado a 6 km de Grandas de Salime. Formado por edificaciones redondas y rectangulares de esquinas redondeadas, destacan unos baños y una plaza de uso público cubierta de lajas de pizarra. Tiene una muralla y un profundo foso. |
| Coaña o Castillón de Coaña    | Coaña                       | siglo I                                 | Se pensaba que eran restos de un castillo medieval. Fue el primer castro en el que se realizó una excavación arqueológica y es uno de los mejor conservados. Tiene una necrópolis y una estela o piedra de Nuestra Señora. |
| Cogollina, La                 | Teverga                     | a. del s. IV a. C.                      | Con una muralla modular de 400 m de longitud y una torre o bastión. Las casas, de corte rectangular se apollarían contra la muralla, según el historiador Alonso Fanjul. |
| Cogolla, La                   | Oviedo                      |                                         | Encontrado en el lugar del mismo nombre de Oviedo. |
| Corno, El                     | Castropol                   |                                         | Castro marítimo. |
| Corona, La                    | El Franco                   |                                         | Situado en San Juan de Prendonés. |
| Corona, La                    | Ribera de Arriba            |                                         | Situado sobre la Peña L'Arnea. Aún quedan restos de sus murallas. |
| Corona, La                    | Somiedo                     |                                         | |
| Corona del Castro, La         | El Franco                   | siglo I y II                            | Situado en Arancedo. Tiene calles urbanas y en él se encontraron monedas romanas de Tiberio y Augusto. |
| Corona de Costru, La          | Sobrescobio                 |                                         | Situado en Soto de Agues. |
| Coronas, Las                  | Tapia                       |                                         | Situado en La Roda. |
| Cueto, El                     | Ribera de Arriba            |                                         | Situado cerca de Sardín. |
| Cueto, El                     | Siero                       |                                         | Situado en Lugones. |
| Cuitu, El                     | Siero                       |                                         | Situado en Valdesoto. |
| Cuturulo o de Valabelleiro    | Grandas de Salime           |                                         | Solo quedan en pie las obras de defensa y algua casa circular. Su fundación está relacionada con una explotación minera romana. Según una leyenda en él están los tesoros escondidos por los moros en su rápida huida. |
| Deilán                        | San Martín de Oscos         |                                         | Es destacable que no existe un aparato defensivo claramente diferenciable. |
| Doña Palla                    | Pravia                      |                                         | Situado en lo alto de una colina casi circular llamada El Castro en Peñaullán. Fue un pequeño poblado celta en origen reformado posteriormente por los romanos que le añadieron una torre y otras fortificaciones. |
| Escrita, La                   | Boal                        |                                         | Tiene un foso, rampas, caminos urbanos, murallas defensivas y algunas casas descubiertas en la última excavación. Parece ser muy grande en cuanto en dimensiones, incluso mayor que el castro de Coaña. |
| Esteiro, El                   | Tapia                       |                                         | Situado en Calambre. |
| Ferreira                      | Santa Eulalia de Oscos      |                                         | Situado en la localidad de Ferreira. |
| Illaso                        | Villayón                    |                                         | Fue poblado primero por los albiones y luego por los romanos. |
| Lagar                         | Boal                        |                                         | |
| Lineras                       | Santa Eulalia de Oscos      |                                         | Próximo a la explotación minera de Lineras. |
| Mazos, Los                    | Boal                        |                                         | Castro pequeño y fortificado ocupado por un pueblo prerromano experto en la extracción de metales y que dejó muestras de su trabajo. |
| Medal                         | Coaña                       |                                         | Castro marítimo. |
| Meredo                        | Vegadeo                     |                                         | |
| Mohías                        | Coaña                       | siglos I y II                           | Está sobre una amplia meseta recortada por el río Jarrio, tiene una muralla de 1,5 metros de ancho y tres fosos excavados en la roca intercalados con el mismo número de parapetos. El trazado de las calles es muy regular, lo que sugiere origen romano. |
| Molexón                       | Vegadeo                     |                                         | |
| Montouto                      | Vegadeo                     |                                         | |
| Morillón                      | Vegadeo                     |                                         | |
| Muries, Les                   | Siero                       |                                         | Situado en Las Folgueras, Lugones. |
| Noega                         | Gijón                       | siglo VI a. C.                          | Castro marítimo situado a 100 m sobre el nivel del mar que hoy es el Parque Arqueológico-Natural de la Campa Torres. |
| Obetao                        | Oviedo                      |                                         | |
| Ouria                         | Boal                        |                                         | |
| Pedreres, Les                 | Ribera de Arriba            |                                         | |
| Pendia                        | Boal                        | siglos I y II post. ocup. en ss. V y VI | Dividido en una acrópolis y un poblado separados por una muralla. En el primero existió una construcción alargada única, siendo las del poblado circulares excepto dos rectangulares y con falsa cúpula. |
| Penzol                        | Vegadeo                     |                                         | |
| Peña Castiello                | Castrillón                  |                                         | Situado en Coto Carcedo. |
| Peña del Conchéu, La          | Riosa                       |                                         | Situado en Rioseco |
| Picón, El                     | Tapia                       |                                         | |
| Picu Castiellu                | Langreo                     |                                         | Situado en la parroquia de Ciaño. |
| Pico Castiello                | Oviedo                      |                                         | Situado en Perlín, Trubia. Es uno de los asentamientos más importantes del municipio de Oviedo: tiene unas dimensiones de 120 x 50 metros. |
| Pico Castiello                | Ribera de Arriba            |                                         | Situado en la población de La Mortera. |
| Pico Castiello                | Ribera de Arriba            |                                         | Situado en la población de La Carrera. |
| Pico Castiello                | Riosa                       |                                         | Situado cerca de El Collado. Estuvo habitado por un pueblo prerromano de la tribu de los pésicos y posteriormente por los romanos que tuvieron allí una fundición. Se hallaron en el cipos y lápidas en las que se leía "OREGINO" y "PVBLIO AVRIO", una lápida romana con una inscripción dedicada al dios indígena Reus Paramecus. |
| Pico Castiello, El            | Siero                       |                                         | Situado en Vega de Poja (La Collada). |
| Picu Castiello, El            | Siero                       |                                         | Situado en Marcenado. |
| Picu Cervera                  | Belmonte de Miranda         |                                         | |
| Picu da Mina, El              | San Martín de Oscos         |                                         | Situado en una zona alta e inaccesible, cuenta con fosos, murallas, y piedras hicadas o caballos de frisia. Está situado a 100 m del castro de San Isidro. |
| Pico El Cogollo               | Oviedo                      |                                         | Situado en Las Cuestas, Trubia, en la zona más alta del valle del río Trubia. Tiene unas dimensiones de 50 x 60 metros. |
| Piñera                        | Navia                       |                                         | Situado en la Peña Piñera a 1069 m de altura bajo otro asentamiento más moderno. |
| Prahúa                        | Candamo                     |                                         | |
| Punta de la Figueira, La      |                             |                                         | Castro marítimo. |
| Remonguila, La                | Somiedo                     |                                         | Situado en La Riera. |
| Represas                      | Tapia de Casariego          |                                         | Situado en la capital municipal. |
| Salcido                       | San Tirso de Abres          |                                         | Tenía un perímetro amurallado con un grosor superior a los 3 metros. Sus habitantes realizaban labores extractivas y de transformación. |
| San Ḷḷuis                     | Allande                     | del s. I al IV                          | Situado en el Pico del mismo nombre a 780 m de altura. Está situado en una zona de explotaciones mineras, sobre todo auríferas. Fue excavado en 1962-1963 y 1983-1985. Tiene un gran foso que delimita el antecastro, rodeado de una serie de cinco fosos y contra fosos. Por los lados este y norte tiene una muralla de módulos. Existen dos barrios claramente diferenciados: el de arriba con casas romanas cuadradas y paredes medianeras y calles pavimentadas y ortogonales y el inferior con edificaciones redondas y sin orden aparente. Se han encontrado en él numerosos objetos, cerámica y una tosca escultura de un rostro humano (único resto de este tipo y de la época castreña de toda Asturias). Está declarado Bien de Interés Cultural. |
| San Cruz                      | Pesoz                       |                                         | Situado en Pesoz. |
| San Isidro                    | Pesoz y San Martín de Oscos | siglo I y II                            | Tiene la particularidad de tener fortificaciones del tipo piedras hincadas o Caballos de Frisia que son grandes piedras angulosas clavadas en la tierra. Después hay una sucesión de hasta 4 fosos y una muralla de 3m de altura. Parece haber sido fundado por los romanos en relación con las minas de oro cercanas. Está situado en la aldea de Bousoño a 600 m de altura. |
| San Pelayo                    | San Martín de Oscos         |                                         | |
| Sobia                         | Teverga                     | a. del s. IV a. C.                      | |
| Teifaros                      | Navia                       |                                         | Castro marítimo. |
| Torre, La                     | Siero                       |                                         | Situado en Paredes (Lugones). |
| Trasdelcastro                 | Somiedo                     |                                         | Situado en Llamardal. |
| Viladaelle                    | Vegadeo                     |                                         | |
| Villarín del Piorno           | San Martín de Oscos         |                                         | |

Peral El/Aller/Situado en el caserío de Castiello, parroquia de San Pedro de Piñeres, 566 m de altitud. Reconocido el 17 de agosto de 1958 por José Manuel González. En la actualidad sólo queda el foso lleno de maleza; las piedras fueron usadas para cierres.

### Citas
1. ↑  Esta catalogación puede encontrarse en https://reunido.uniovi.es/index.php/RFF/article/view/3114/2978